# 球果庭荠
球果庭荠（学名：Alyssum fedtschenkoanum）为十字花科庭荠属下的一个种。

## 扩展阅读
維基物種上的相關：球果庭荠